# فرسیا (شیلی)
فرسیا (به اسپانیایی: Fresia) یک شهرستان در شیلی است که در Llanquihue Province واقع شده‌است. فرسیا ۱٬۲۷۸٫۱ کیلومتر مربع مساحت و ۱۱٬۳۶۶ نفر جمعیت دارد و ۱۳۳ متر بالاتر از سطح دریا واقع شده‌است.